# アイヌ民族共有財産裁判
アイヌ民族共有財産裁判（アイヌみんぞくきょうゆうざいさんさいばん）とは、アイヌの資産管理能力の不足などを名目として北海道旧土人保護法に基づいて従来北海道知事が委託され管理してきたアイヌ民族の共有財産について、アイヌ文化振興法に基づいて公告された所有者への返還手続きに対し、現在までの管理・会計状況の不明瞭さ、金額の算出根拠の不明確さ、対象を申請者のみに限定していること、アイヌ民族の先住権に対する配慮の不備などから、北海道ウタリ協会札幌支部理事の小川隆吉をはじめとしたアイヌ民族24人がこの返還手続きの無効の確認を求めた裁判である。

## 史的経緯
- 1997年5月8日　アイヌ文化振興法成立。
- 1997年9月　アイヌ文化振興法附則に基づき北海道、共有財産の現金のみの返還を官報で公告。
- 1998年8月　三田一良、北海道を相手に「厚岸町アイヌ民族共有財産引渡処分無効等確認請求」の行政訴訟を提訴。
- 1999年4月27日　釧路地方裁判所、引き渡し行為は行政処分とはいえないとして三田一良の訴えを却下。
- 2000年3月　最高裁判所、三田一良の上告を棄却。
- 2000年10月　三田一良、国を相手に「厚岸町アイヌ民族共有地引渡請求」を提訴。
- 2002年3月19日　三田一良、北海道を相手に「厚岸町アイヌ民族共有地引渡請求」を提訴。

## 裁判の経緯
- 1999年7月5日　小川隆吉ら24名、札幌地方裁判所にアイヌ民族共有財産裁判提訴。
- 2002年3月7日　札幌地裁、返還手続きに違法はないとして原告団側敗訴の判決。
- 2004年5月27日　札幌高等裁判所、原告団側の控訴を棄却。
- 2006年3月24日　最高裁、原告団側の上告棄却・上告不受理決定。原告団側の敗訴が確定。

## 関連法規
- 北海道旧土人保護法　1899年（明治32年）3月1日法律第27号
- アイヌ文化の振興並びにアイヌの伝統等に関する知識の普及及び啓発に関する法律（アイヌ文化振興法）　1997年（平成9年）7月1日法律第52号
- 旭川市旧土人保護地処分法（1934年（昭和9年）法律第9号
- 北海道旧土人共有財産管理規程（昭和九年北海道庁令第九十四号）及び同規則附則第二項
- 北海道旧土人共有財産土地貸付規程等を廃止する規則（平成九年北海道規則第百十三号）